# Stan Vickers
Stan Vickers (18. června 1932 Lewisham – 19. dubna 2013) byl britský atlet, chodec, mistr Evropy v chůzi na 20 km z roku 1958.

## Sportovní kariéra
Na olympiádě v Melbourne obsadil páté místo v závodě na 20 kilometrů chůze. V této disciplíně zvítězil na mistrovství Evropy o dva roky později. Při svém druhém olympijském startu v Římě v roce 1960 vybojoval v závodě chodců na dvacetikilometrové trati bronzovou medaili.